# 陈赣飞
陈赣飞（1978年12月—），江西赣州人，汉族，中国共产党党员。中华人民共和国政治人物、第十三届全国人民代表大会江西省代表。

## 生平
2018年，陈赣飞被选为江西省出席第十三届全国人民代表大会代表。